# 전염 (전한)
전염(田恬, ? ~ ?)은 전한 중기의 제후로, 우내사 장릉현(長陵縣) 사람이다. 태위 전분의 아들이다.

## 행적
원광 4년(기원전 131년), 전분의 뒤를 이어 무안후(武安侯)에 봉해졌다.
원삭 3년(기원전 126년), 홑옷 차림으로 궁궐을 드나들어, 불경죄로 작위가 박탈되었다.

## 출전
- 사마천, 《사기》 권19 혜경간후자연표·권107 위기무안후열전
- 반고, 《한서》 권18 외척은택후표·권52 두전관한전